# Laholm (gemeente)
Laholm is een Zweedse gemeente in de provincie Hallands län. Ze heeft een totale oppervlakte van 969,0 km² en telde 22.955 inwoners in 2004.

## Plaatsen
| - Laholm - Mellbystrand - Veinge - Knäred - Våxtorp - Lilla Tjärby | - Vallberga - Genevad - Skummeslövsstrand - Skottorp - Ränneslöv - Hishult | - Ysby - Hasslöv - Ala - Edenberga - Allarp |

Falkenberg · Halmstad · Hylte · Kungsbacka · Laholm · Varberg